# Toenka-vallei
De Toenka-vallei (Russisch: Тункинская долина; Toenkinskaja dolina) of Toenka-depressie is een vallei, direct ten westen van het Baikalmeer rond de rivier de Irkoet en haar zijrivier de Toenka in de Cisbaikal, in de Russische autonome republiek Boerjatië. Het laagland heeft een lengte van 200 kilometer en loopt langzaam op tot een hoogte van ongeveer 1200 meter. Aan de westzijde wordt de vallei begrensd door de hoge Toenka-Goltsy (onderdeel van de Oostelijke Sajan) en aan de oostzijde door de iets minder steile hellingen van het met bos begroeide massief Chamar-Daban. Er bevinden zich een aantal heetwaterbronnen en bergweiden. Sinds 1991 vormen de vallei en de omliggende berggebieden onderdeel van het nationaal park Toenka, waardoor veel economische activiteiten nu verboden zijn en het gebied zich vooral is gaan richten op het toerisme, tot op heden zonder veel succes.
De naam van de vallei is volgens een theorie afgeleid van het 18e-eeuwse woord toenken, de naam van een Mongoolse stam die leefde in de valleien van de rivieren Selenga en Irkoet. In de vroege middeleeuwen vormde de vallei onderdeel van het Mongoolse Rijk.
Uit geologisch onderzoek is gebleken dat de vallei een paar miljoen jaar geleden werd gevuld door een groot meer, maar dat als gevolg van een geologische catastrofe de bergrug die de vallei van het Baikalmeer scheidde werd doorbroken en het water wegvloeide naar het Baikalmeer. Momenteel wordt de vallei doorstroomd door de Irkoet (zijrivier van de Angara). Ook loopt er een weg tussen de plaatsen Koeltoek en Mondy. Ten zuiden van de vallei ligt het Mongoolse Hubsugulmeer. Nabij de vallei bevinden zich de vallei van de rivier de Sjoemak in de Oostelijke Sajan en de hoogste berg van Oost-Siberië; de Moenkoe-Sardyk (3491 meter).
De toegedachte geneeskundige eigenschappen van de heetwaterbronnen in de vallei vormden tegen het einde van de 19e eeuw de basis voor twee kuuroorden; Arsjan en Nilova Poestyn, waar huidaandoeningen en aandoeningen aan de spijsvertering worden behandeld. In de jaren 50 maakte Arsjan een stormachtige ontwikkeling door toen bezoekers uit de hele Sovjet-Unie ernaartoe kwamen. Op haar hoogtepunt kwamen er elk jaar 70.000 mensen. Vanaf de jaren 60 werd het echter minder en het kuuroord is nu nog slechts een fractie van wat het ooit was.

## Vulkanische activiteit
Ongeveer 72 Ma (miljoen jaar) geleden startte een periode van vulkanische activiteit in de vallei, die haar hoogtepunt had tegen het einde van het Mesozoïcum, begin van het Cenozoïcum (65,5 Ma). In die tijd werden de meeste vulkanische structuren van de vallei gevormd. Hierbij werd een laag van 100 tot 150 meter dikte van lava en ongeconsolideerde sedimenten afgezet. In het midden van het Cenozoïcum, tijdens het Oligoceen (ca. 30 Ma), stopte de vulkanische activiteit, na ruim 20 vulkanische kegels en andere vulkanische heuvels waren gevormd met een relatieve hoogte van maximum 40 tot 50 meter. Deze kegels zijn nog altijd aanwezig en kunnen worden onderverdeeld in drie groepen; Koentin in het noordwesten, Talov in het zuidoosten en Chobok in het noordoosten. In de laatste bevindt zich de hoogste vulkanische kegel; de Kovrisjka met een relatieve hoogte van 150 meter. Een andere piek in deze groep is de Chara-Chobok. Deze werd tegen het einde van de vulkanische periode gevormd en is de enige kegel met een duidelijk zichtbare krater.
Nadat er een grote basaltlaag was afgezet in het gebied, begon een periode van tektonische opheffing van de bergen rondom de vallei, waaruit het centrale deel van het bergmassief Chamar-Daban ontstond. Deze grote basaltlaag van 500 meter dikte en 3000 km² grootte zorgde tevens voor een bodemdaling van de Toenka-vallei, die begon in het Mioceen en nog altijd voortduurt. Uit boringen is gebleken dat de bovenste 500 meter bestaat uit tufsteen en een tiental lavastromen.